# Andrzej Błażowski
Andrzej Błażowski (Błażejowski, Błażewski) herbu Sas (zm. w 1693 roku) – podczaszy kamieniecki w latach 1666-1688.
Poseł na sejm elekcyjny 1669 roku z województwa podolskiego, był elektorem Michała Korybuta Wiśniowieckiego z ziemi halickiej i województwa podolskiego w 1669 roku.